# Réaction d'Algar-Flynn-Oyamada
Pour les articles homonymes, voir Algar (homonymie).
La réaction d'Algar-Flynn-Oyamada  est une réaction chimique qui transforme une chalcone, en présence de peroxyde d'hydrogène, en flavonol par une cyclisation oxydative,,.

## Mécanisme
Plusieurs mécanismes ont été proposés pour expliquer cette réaction, et pour l'instant aucun n'a été confirmé. On sait cependant que la réaction s'effectue en au moins deux étapes : un dihydroflavonol est tout d'abord formé, et il est ensuite oxydé en flavonol.
Les mécanismes dont l'intermédiaire réactionnel est un époxyde (qui serait alors obtenu par l'oxydation de la double liaison par le peroxyde d'hydrogène par une réaction de Prileschajew (en)) ont été rejetés, depuis  que  Gormley et al. ont montré que la réaction ne passait pas par un époxyde.
Deux hypothèses ont ainsi été retenues comme mécanisme probable :
- Une attaque nucléophile par le phénolate sur le carbone de la double liaison, aidée par la réaction cette dernière sur le peroxyde d'hydrogène.
- Une attaque nucléophile du phénolate avec formation d'un énolate, qui dans une seconde étape attaque le peroxyde d'hydrogène.